# Enric Casasses
Enric Casasses i Figueres, né en 1951 à Barcelone, fils du chimiste et poète Enric Casassas i Simó (ca), ainsi que de la chimiste Pepita Figueres i Cros, est un poète, rhapsode et traducteur. 

## Biographie
Il a une vie très nomade, vivant à Barcelone, L'Escala, Tenerife, Montpellier, Nottingham, Llumesanas, Berlin et finalement, en 1997, il revient à Barcelone. Il travaille également comme traducteur pour des maisons d'édition. Ses premiers livres remontent au début des années 1970, et au fil du temps, il acquiert une certaine reconnaissance sur la scène poétique catalane.
C'est un transgresseur par rapport aux autres poètes. Ses récitals spectaculaires contribuent à l'expérience de la poésie en dehors des livres. Il se caractérise par l'utilisation d'une poésie très sonore, jouant avec les phonèmes. Normalement ses créations partent d'une idée concrète pour la transformer et lui donner une vision particulière.
Son œuvre montre des influences très hétérogènes, de la poésie médiévale au surréalisme, en passant par la Renaissance et le Baroque, le critique Manuel Guerrero dit qu'il le considère comme héritier « du verbe puissant d'auteurs tels que Joan Salvat-Papasseit, Josep Vicenç Foix, Joan Brossa, Joan Vinyoli ou Gabriel Ferrater ». Casasses lui-même avoue être un admirateur d'auteurs tels que Víctor Català, Mercè Rodoreda et Carles Fages de Climent.
Son premier livre, publié en 1973, est intitulé La bragueta encallada. Pendant les années suivantes, il continue à écrire, mais ce n'est qu'en 1991 qu'il publie son deuxième ouvrage, intitulé La cosa aquella, œuvre qui reçoit le Prix de la critique Serra d'Or et en 1993 le Prix de la critique poétique catalane pour No hi érem. C'est alors qu'il commence à entrer dans le circuit commercial.
Il faut aussi tenir compte des œuvres écrites en prose, qui sont des compilations de collaborations dans des journaux ou d'autres publications, bien que des textes inédits soient également incorporés. C'est le cas de El poble del costat. La force des textes, tant en termes de ce qui est dit que de la façon dont il est dit, surprend le lecteur.
Certaines des publications où il collabore ou a collaboré sont les revues d'artisanat Foragitats. Art i poesia (du collectif Foragitats per dintre) et Pèl capell, exili interior (Calonge de Mallorca et Barcelona), entre autres.

## Publications

### Poésies
- Cançons d'amor i de revolució, libro en internet, en la página de Transports Ciberians, 2007.
- Salomó. Barcelona: Editorial Cruïlla, 2004. - Con un poema infantil e ilustraciones de Leticia Feduchi Escario.
- La cosa aquella, edición facsímil bilingüe (castellano-català) con dibujos del autor, traducción de Marta Noguer Ferrer y Carlos Guzmán Moncada. Guadalajara, Jalisco, México: Ediciones Arlequín, 2004.
- Descalç. Ljubljana - Barcelona, El taller de poesóa 53. Vich: Emboscall, 2002.
- Que dormim?. Barcelona: Ampurias, 2002.
- Uh, con ilustraciones de Stella Hagemann. Aiguafreda: Container, 1997. Lérida: Pagès Editors, 2007.
- De la nota del preu del sopar del mosso. Barcelone, Khan, 1998.
- Coltells. Gaüses: Llibres del Segle, 1998.
- Plaça Raspall, poema en set cants. Barcelone, Edicions 62, 1998. Premio Ciutat de Palma de poesía 1999.
- Canaris fosforescents. Barcelone, Ampurias, 2001.
- Els nous cent consells del consell de cent. Barcelone, Cave Canis, 1996.
- D'equivocar-se així (Barcelona: Ampurias, Edicions 62, 1997) - premio Ausiàs March de poesía, Gandía, 1996.
- Calç. Àlbum de poesia d'un instant i alhora il·lustrada. Barcelone, Edicions Proa, 1996. Premio Carles Riba 1995.
- Començament dels començaments i ocasió de les ocasions. Barcelone, Ampurias, 1994.
- No hi érem. Barcelona: Ampurias, 1993. Premio Crítica de poesía catalana 1994.
- Desfà els grumolls. Valence, Eliseu Climent, 3 y 4, 1994.
- La cosa aquella, con Sense trofeu y Text llest. Mahón: Druïda, 1982. Premio Crítica Serra d'Or de poesia 1992.
- Tots a casa al carrer. Palma: Universidad de las Islas Baleares, 1992.
- La  bragueta encallada. Mahón: Druïda, 1972.

### Œuvres naratives
- El poble del costat, Empúries Narrativa 27 (Barcelone, Ampurias, 1993 y 2008)
- 13 articles epicurians: La foneria i el paper, ... edición artesanal limitada (Roure Edicions, 2008)

### Dramaturgie
- Do'm, drama en tres actes. Con ilustraciones del autor y de Stella Hagemann. (Gerona: Accent Editorial, 2008) La obra se estrenó en la Sala Beckett de Barcelona en 2003.
- Monòleg del perdó, obra escrita expresamente para la actriz Laia de Mendoza, estrenado en Gerona en 2004.

### Poésie en musique
- La manera més salvatge, con Pascal Comelade y sus músicos (Discmedi 2006)
- El pa de navegar, poemes, con música de Manel Pagès, libro con dibujos de Stella Hagemann (Zanfonia / Grup 62 1999)
- Tira-li l'alè, con música del grupo de rock instrumental Triulet , CD (Barcelone: Discmedi Blau, 2012). Participan los músicos Miquel Ferrés, Gerard Rosich y Nicolas Bernard.

### Collaborations
Enric Casasses ha colaborado en innumerables acciones, recitales y proyectos culturales, entre otros:
- Joc partit, recitales interactivos con la poetisa Blanca Llum Vidal (2008)
- Pedra foguera, prologa esta antología de jóvenes poetas catalanes y la presenta en diferentes lugares (2008).
- Doce poetas catalanes del siglo XX, recitales de poesía catalana con el poeta mexicano, Orlando Guillén, autor de las traducciones al español. Véase el texto virtual en:la página de Orlando Guillén
- Poemas sin más, Enric recita Poesía ancadenada al CD que viene con este libro (2008) de Yuri Mykhaylychenko, poeta ucrainés-barcelonés. El libro y oír este y otros poemas en: página de Yuri